# 蹇應祺
蹇應祺（1519年—？），字伯吉，陝西西安府涇陽縣人，民籍，明朝政治人物。

## 生平
嘉靖十九年（1540年）庚子科陝西鄉試第五十九名舉人。嘉靖二十九年（1550年）中式庚戌科會試第二百三十三名，登第三甲第一百七十二名進士。授鄢陵知縣，升山西大同府同知。

## 家族
曾祖蹇真；祖父蹇鸞；父蹇賢，容城知縣。母劉氏。慈侍下。兄永康、永宁（驿丞）、永福（王府引礼舍人）、應祥、應辰、永亨。弟應宿、永祜。